# Coccidencyrtus lepidosaphidis
Coccidencyrtus lepidosaphidis är en stekelart som beskrevs av Sharkov 1995. Coccidencyrtus lepidosaphidis ingår i släktet Coccidencyrtus och familjen sköldlussteklar. Inga underarter finns listade i Catalogue of Life.